# Nowe Ogrody (Lubusz)
Nowe Ogrody (prononciation : [ˈnɔvɛ ɔˈɡrɔdɨ]) est une localité polonaise de la gmina de Wschowa dans le powiat de Wschowa de la voïvodie de Lubusz dans l'ouest de la Pologne.

## Histoire
Après la Seconde Guerre mondiale, avec les conséquences de la Conférence de Potsdam et la mise en œuvre de la ligne Oder-Neisse, le territoire de la localité est intégré à la République populaire de Pologne. La population d'origine allemande est expulsée et remplacée par des polonais.
De 1975 à 1998, la localité appartenait administrativement à la voïvodie de Leszno.

Depuis 1999, elle appartient administrativement à la voïvodie de Lubusz